# Федоренко, Николай Иванович
Никола́й Ива́нович Федоре́нко (укр. Микола Іванович Федоренко; 31 июля 1955, город Орджоникидзе, Днепропетровская область, Украинская ССР, СССР) — советский украинский футболист и тренер, игравший на позиции нападающего. Мастер спорта СССР (1976).

## Карьера
За сборную СССР в 1980 году провёл два матча, забил 1 гол.
В матче последнего тура высшей лиги сезона 2006/2007 «Шахтер» сыграл против «Металлурга» (Запорожье) экспериментальным составом с рядом дебютантов, а главным тренером команды в протоколе был указан тогдашний наставник дубля донецкого клуба Николай Федоренко.

## Достижения

### В качестве игрока
- Чемпион СССР: 1983.
- Серебряный призёр чемпионата СССР: 1979, 1978, 1984.
- Обладатель Кубка СССР: 1980

### В качестве тренера
- Бронзовый призёр чемпионата Украины: 2000/01[3]

### Личные
- В списке 33-х лучших футболистов сезона: № 3 — 1979